# Riku Matsuda (fotbollsspelare född 1999)
Riku Matsuda (松田 陸 Matsuda Riku?), född 3 maj 1999 i Gunma prefektur, är en japansk fotbollsspelare.
Matsuda började sin karriär 2018 i Gamba Osaka.